# Domaine de tir
 (avril 2025).
Si vous disposez d'ouvrages ou d'articles de référence ou si vous connaissez des sites web de qualité traitant du thème abordé ici, merci de compléter l'article en donnant les références utiles à sa vérifiabilité et en les liant à la section « Notes et références ».
Sur un aéronef, le domaine de tir d'une arme représente l'ensemble des conditions qui permettent la mise en œuvre de l'arme. Celle-ci est déterminée par plusieurs facteurs.
D'abord la mise en œuvre d'un armement est inhibée au sol pour des raisons évidentes de sécurité.
Sur un hélicoptère, l'angle de départ d'un missile est limité par le disque (ou plan de rotation) du rotor principal.
Le domaine de tir est aussi limité par la probabilité de coup au but : la cible doit se situer à l'intérieur d'un cône optimum en dehors duquel le projectile n'a aucune chance de l'atteindre.